# الكومعة (حبيش)

تعديل مصدري - تعديل

الكومعة محلة تابعة لقرية العارضة، التابعة لعزلة بني شبيب بمديرية حبيش إحدى مديريات محافظة إب في الجمهورية اليمنية، بلغ تعداد سكانها 65 حسب تعداد اليمن لعام 2004.